# Hector Abdelnour
Pour les articles homonymes, voir Abdelnour.
Hector Antonio Abdelnour Mussa (15 décembre 1921 - 1er août 2002) était un officier militaire de la marine vénézuélienne, qui a participé au renversement du président Marcos Pérez Jiménez et à l'envoi de secours et d'armes à la révolution cubaine en 1958.

## Carrière
Fils d'immigrés libanais, Abdelnour est né à Pilar, dans l'État de Sucre. Il a commencé sa carrière militaire en 1939 à l'école navale du Venezuela et a obtenu son diplôme en 1943 en tant qu'officier de la marine. Au cours de sa carrière, il fut nommé à différentes destinations et, en 1956,, il fut promu capitaine de corvette.
Au début de 1958, il participa aux actions menées par les forces armées qui aboutirent au renversement de Marcos Pérez Jimenez. Il a été nommé assistant de la Maison de l'armée par le gouvernement provisoire, qui a procédé la même année à une collecte parmi la population du Venezuela, connue sous le nom d'Un bolivar para la sierra, destinée à envoyer de l'aide et des armes aux révolutionnaires cubains, Abdelnour était chargé de l'achat de l'avion pour envoyer l'aide et a participé à ce transfert, qui a eu lieu en décembre, à destination de la Sierra Maestra,,.
En 1959, Abdelnour fut promu capitaine de frégate et poursuivit sa carrière militaire jusqu'en 1970.

## Distinctions et reconnaissances
- 1958 : Ordre de Francisco de Miranda[10].
- 1959 : Croce Eracliana di Seconda Classe[11].
- 1959 : Médaille Eloy Alfaro Foundation, Panama[11].